# Didier Zokora
Alain Didier Zokora Deguy (* 14. Dezember 1980 in Abidjan) ist ein ehemaliger ivorischer Fußballspieler und Rekordnationalspieler seines Landes. Der technisch versierte Mittelfeldspieler wurde von seinen Fans Maestro genannt. Beim Afrika-Cup 2013 trug er den Namen Maestro, anstelle von Zokora, auf seinem Trikot.

## Karriere

### Verein
Im Jahr 2000 verließ er seine Heimat, um beim belgischen Erstdivisionär KRC Genk Profifußballspieler zu werden. 2004 wechselte er nach Frankreich zum Traditionsclub AS Saint-Étienne. Mit der Nationalmannschaft konnte er sich für die Weltmeisterschaft 2006 in Deutschland qualifizieren. Zur Saison 2006/07 wechselte Zokora nach England zu Tottenham Hotspur. Nach drei Jahren und 134 Einsätzen für die Spurs wechselte er zur Saison 2009/10 zum spanischen Klub FC Sevilla.
Ab der Saison 2011/12 spielte Zokora für den türkischen Erstligisten Trabzonspor. Am 30. April 2014 wurde der Vertrag einvernehmlich aufgelöst.
Im August 2014 unterschrieb er beim türkischen Erstligisten Akhisar Belediyespor einen Einjahresvertrag mit einer optionalen Verlängerung um ein weiteres Jahr.
Ab der Saison 2015/16 begann Zokora seine Karriere beim indischen Verein FC Pune City fortzusetzen. Nach einer kurzen Zeit beim NorthEast United FC unterschrieb er im April 2017 beim indonesischen Verein Semen Padang. Hier beendete Zokora im folgenden August seine aktive Karriere.

### Nationalmannschaft

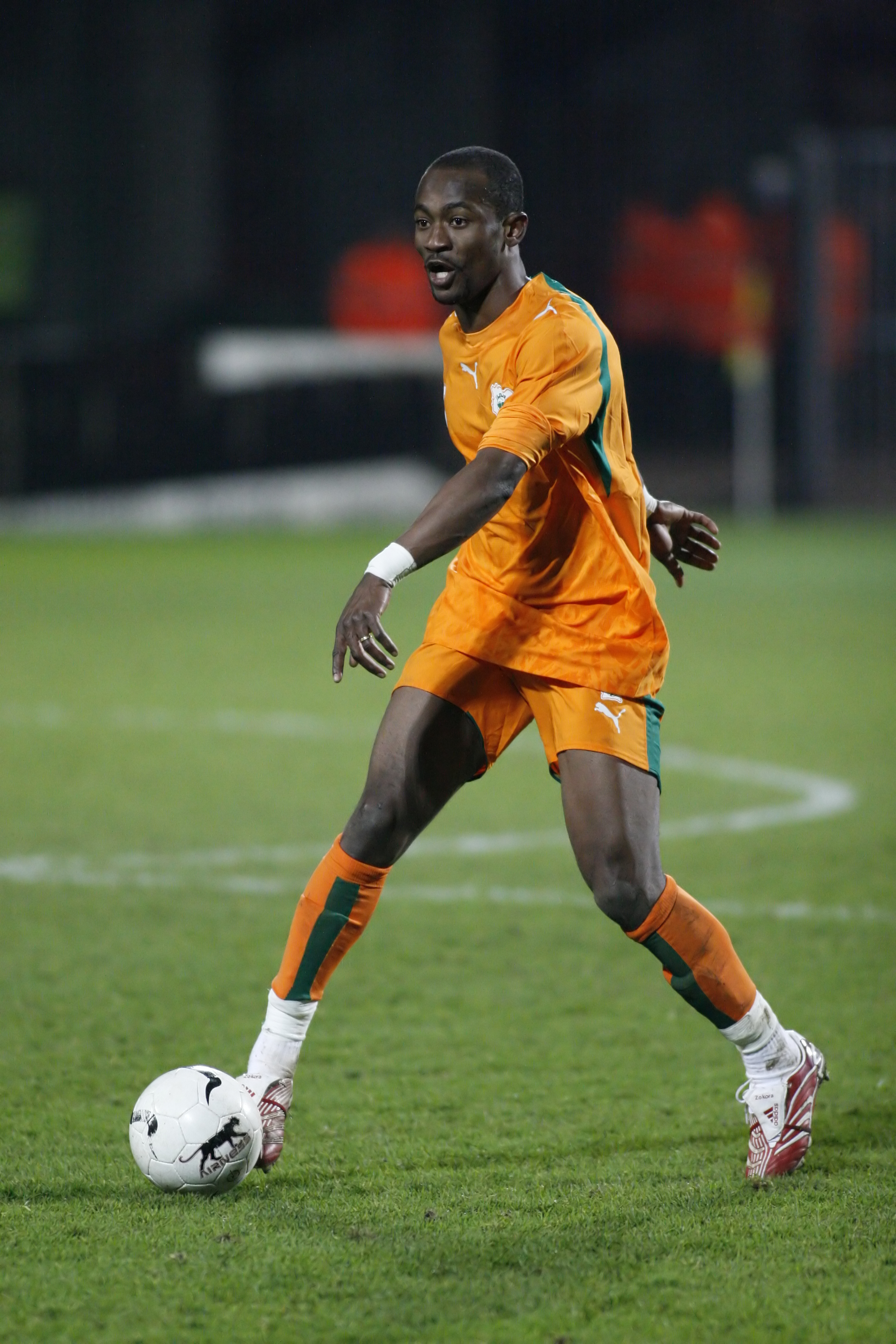
Zokora 2007 im Trikot der Nationalmannschaft

Im zentralen Mittelfeld der Nationalmannschaft der Elfenbeinküste hatte er nicht nur die Aufgabe für den Spielaufbau, sondern ist auch der Organisator der Defensive. In der Nationalmannschaft spielte Zokora unter Trainer Sven-Göran Eriksson auch als Innenverteidiger, da diese Position als eine Schwachstelle der Mannschaft galt. Auf Zokoras eigentlicher Position im Mittelfeld war die Mannschaft hingegen ausreichend besetzt. Bei der Fußball-Weltmeisterschaft 2010 bekleidete Zokora somit die zweite Innenverteidigerposition neben Kolo Touré. Bereits in seiner Zeit bei ASEC Mimosas hatte er mit Touré die Innenverteidigung gebildet.
Im März 2012 gab Zokora bekannt, dass er nicht mehr für die Nationalmannschaft der Elfenbeinküste spielen werde. Allerdings kehrte er nach einigen Monaten wieder zurück und wurde für den Afrika-Cup 2013 nominiert.
Am 11. Oktober 2012 ehrte ihn der ivorische Fußballverband für 135 Länderspiele und verlieh ihm sowie Kolo Touré (für 115 Spiele) ein Trikot mit der Rückennummer „100“.

## Erfolge
- Belgische Meisterschaft: 2002
- League Cup: 2008
- Spanischer Pokalsieger: 2010
- Teilnahme an einer WM: 2006 (3 Einsätze), 2010 (3 Einsätze)
- Teilnahme an einem Africa-Cup: 2000 (2 Einsätze), 2002 (2 Einsätze), 2006 (5 Einsätze), 2008 (6 Einsätze), 2010 (3 Einsätze), 2012 (3 Einsätze), 2013 (2 Einsätze)